# 亨利县 (密苏里州)
亨利縣（英語：Henry County）是美國密蘇里州北部的一個縣。面積1,897平方公里。根據美國2000年人口普查，共有人口21,997人。縣治克林頓 (Clinton)。
成立於1834年12月13日，原名Rives County以紀念來自維吉尼亞州的參議員William Cabell Rives。1841年改名，以紀念美國開國元勳、美國獨立後首任維吉尼亞州州長派屈克·亨利 (Patrick Henry)。